# Herbert Smith (football)
Pour les articles homonymes, voir Herbert Smith et Smith.
Herbert Smith (né le 22 novembre 1877 à Witney, et mort le 6 janvier 1951) est un joueur de football international anglais, qui évoluait au poste de défenseur.
Il remporte avec l'équipe britannique la médaille d'or aux Jeux olympiques de 1908.

## Biographie

### Carrière en sélection
Il joue son premier match en équipe d'Angleterre le 27 mars 1905 face au pays de Galles et son dernier le 19 mars 1906 contre cette même équipe.
Il figure dans le groupe des sélectionnés lors des Jeux olympiques de 1908 organisés à Londres. Lors du tournoi olympique, il dispute trois matchs et remporte la médaille d'or.

## Palmarès
Grande-Bretagne olympique
- Jeux olympiques (1) :
  -  Or : 1908.